# Croteam
Croteam är en kroatisk datorspelsutvecklare grundad 1993. Företaget är mest känt för sina FPS-spel med Serious Sam.

## Utgivna spel
- 5-A-Side Soccer (Amiga)
- Football Glory (Windows, Amiga)
- Inordinate Desire
- Save The Earth (Amiga 4000)
- Serious Sam: First encounter (Windows)
- Serious Sam: Second encounter (Windows)
- Serious Sam (Xbox)
- Serious Sam 2
- The Talos Principle